# Valeriya Chepsarakova
Valeriya Valérievna Chepsarakova –en ruso, Валерия Валерьевна Чепсаракова– (Osínniki, 31 de enero de 1989) es una deportista rusa que compite en lucha libre. Ganó una medalla de oro en el Campeonato Europeo de Lucha de 2013, en la categoría de 48 kg.

## Palmarés internacional
| Campeonato Europeo | Campeonato Europeo | Campeonato Europeo | Campeonato Europeo |
| Año                | Lugar              | Medalla            | Categoría          |
| ------------------ | ------------------ | ------------------ | ------------------ |
| 2013               | Tiflis (Georgia)   | Medalla de oro     | 48 kg              |